# Nomia crassiuscula
Nomia crassiuscula är en biart som beskrevs av Heinrich Friese 1913. Nomia crassiuscula ingår i släktet Nomia och familjen vägbin. Inga underarter finns listade i Catalogue of Life.